# PollyAnna
PollyAnna, artiestennaam van Britt Pols (Dordrecht, 1986), is een multi-platina songwriter en artiest met meer dan 1 miljard streams en 250 releases op haar naam. Ze staat bekend om haar sterke lyrics, concepten en pakkende Europese melodieën. De Nederlandse artieste heeft hit singles geschreven voor een breed scala aan artiesten, van elektronische muziek tot K-pop.

## Carrière
PollyAnna schreef en zong mee aan het nummer 1 streaming nummer van Hardwell & Mike Williams 'I'm Not Sorry'; R3hab & Timmy Trumpets' 911 en Alpharocks' Fearless, die begin 2018 op de Billboard Dance Airplay Chart belandde.
PolyAnna heeft samengewerkt met enkele van de grootste namen in de muziekwereld, waaronder David Guetta, Steve Aoki, Ive, R3HAB, Armin van Buuren Hardwell, Gryffin, Oliver Heldens, Paris Hilton, Alle Farben, Martin Jensen, Gabry Ponte, Don Diablo, Timmy Trumpet, Nicky Romero, Onew, SHINee, Monsta X, Haevn en Cassian. Deze samenwerkingen hebben geresulteerd in succesvolle nummers die wereldwijd veel aandacht hebben gekregen.
Ze werkte als songwriter en artiest voor labels als Spinnin' Records, Armada Music, Martin Garrix' STMPD, Nicky Romero's Protocol, EDX' Sirup, Dirty Workz, Q-Dance en Garuda. In 2019 had ze meer dan 92 miljoen streams op haar werk. Haar werk "Million Moons" is samen met de Belgische DJ Licious uitgebracht op 29 oktober 2021.
Met haar eigen werk als live artiest speelde ze op Europese festivals zoals Pinkpop, The Great Escape, Paaspop en Parkpop.